# Jouets démoniaques
 (septembre 2015).
Si vous disposez d'ouvrages ou d'articles de référence ou si vous connaissez des sites web de qualité traitant du thème abordé ici, merci de compléter l'article en donnant les références utiles à sa vérifiabilité et en les liant à la section « Notes et références ».
Pour plus de détails, voir Fiche technique et Distribution.
Jouets démoniaques (Demonic Toys) est un film américain réalisé par Peter Manoogian, sorti en DTV en 1992.

## Synopsis
Réveillé par un concours de circonstances, un être maléfique sème, par le biais de jouets possédés, le désordre et la mort sur un petit groupe d'individus coincé dans un hangar pour la nuit.

## Fiche technique
- Titre français : Jouets démoniaques
- Titre original : Demonic Toys
- Réalisation : Peter Manoogian
- Scénario : David S. Goyer
- Musique : Richard Band
- Photographie : Adolfo Bartoli
- Montage : Andy Horvitch
- Production : Anne Kelly
- Société de production : Full Moon Entertainment
- Pays :  États-Unis
- Langue : Anglais
- Format : Couleur - Ultra Stéréo - 1.85:1
- Genre : Horreur, Fantastique
- Durée : 86 min
- Date de sortie :
  - États-Unis : 12 mars 1992
- Public : Interdit aux moins de 12 ans

## Distribution
- Tracy Scoggins : Judith Gray
- Bentley Mitchum : Mark Wayne
- Michael D. Russo : Lincoln
- Daniel Cerny : l'enfant
- Barry Lynch : Hesse
- Ellen Dunning : Anne
- Pete Schrum : Charnetski
- Richard Speight Jr. : Andy
- William Thorne : l'enfant blond
- Jeff Celentano : Matt Cable (crédité Jeff Weston)
- Larry Cedar : Peterson
- Jim Mercer : Dr. Michaels
- Pat Crawford Brown : Mme Michaels